# Ерацун
Ерацун, Ерасун (баск. Eratsun (офіційна назва), ісп. Erasun) — муніципалітет в Іспанії, у складі автономної спільноти Наварра. Населення — 165 осіб (2009).
Муніципалітет розташований на відстані близько 340 км на північний схід від Мадрида, 32 км на північний захід від Памплони.
На території муніципалітету розташовані такі населені пункти: (дані про населення за 2009 рік)
- Ерацун: 165 осіб
- Уррутінья: 0 осіб

## Демографія
Динаміка населення (INE ):

## Галерея зображень

Розташування муніципалітету